# Saint-Pierre-de-Coutances

Saint-Pierre-de-Coutances este o comună în departamentul Manche, Franța. În 1 ianuarie 2022 avea o populație de 396 de locuitori.